# Michèle Magema

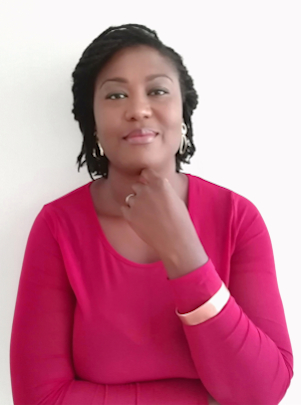
Michèle Magema (2020)

Michèle Magema (geboren 1977 in Kinshasa, Demokratische Republik Kongo) ist eine französischsprachige Künstlerin aus der Demokratischen Republik Kongo.
In ihrem Werk verbindet sie Performance, Video, Zeichnungen Fotografie und Installationen. Sie ist eine der ersten Frauen aus dem Kongo in ihrer Generation, die eine internationale Künstlerkarriere gemacht hat. Sie ist nach Frankreich emigriert und lebt derzeit in Nevers.

## Leben

### Jugend und Ausbildung
Michèle Magema wurde 1977 in Kinshasa in der Demokratischen Republik Kongo geboren. Sie zog 1984 mit ihrer Familie nach Paris, wo die Familie wieder auf den Vater traf, der dort bereits als politischer Flüchtling lebte.
2002 erwarb sie ein Diplôme national supérieur d’expression plastique (DNSEP) n der École nationale supérieure d’arts de Paris-Cergy. Danach wurde sie ausgewählt für ein Stipendium für ein Résidence Post-Diplôme an der Kaywon University in Seoul in Südkorea. Ihre künstlerische Tätigkeit vereinigte Video, Performance, Photographie, Installation und Zeichnung.

### Künstlerkarriere
Sie begann ihre Karriere als Malerin, nahm jedoch sehr bald andere Medienformen wie Videokunst hinzu, wie auch Performance und Photographie. Die Arbeiten von Magema wurden in zahlreichen Ländern Europas gezeigt., sowie in Afrika und den Vereinigten Staaten. Ihre ersten Ausstellungen wurden im Jahr 2003 in Brüssel im Espace Camouflage gezeigt und dann in Bamako während des Treffens Rencontres de la Photographie Africaine. Eines ihrer bekanntesten Werke ist Oyé Oyé, für welches sie 2004 einen Preis auf der Biennale Dak’Art (Senegal) gewann. In dieser Arbeit werden zwei Videos im direkten Gegenüber projiziert: In dem einen paradiert der Ausschnitt eines Frauenkörpers in einer blau-weißen Uniform, wie sie der Jugend vom diktatorischen Regime des Ex-Präsidenten Mobutu Sese Seko befohlen worden war. Im anderen zeigen Bilder aus Fernseharchiven die Planung der Inszenierung durch Präsident Mobutu.
Im selben Jahr stellte die Künstlerin 2004 erstmals einzeln im Kunstraum Innsbruck aus und nahm anschließend 2005 an der Ausstellung Africa Remix Teil im Centre Georges-Pompidou in Paris. 2007 folgte eine Schau in der National Art Gallery in Johannesburg (Südafrika) und anschließend in der Ausstellung „Global Feminisms“ im Brooklyn Museum. Ebenfalls 2007 präsentierte sie bei ihrer ersten Teilnahme an der Doual'art in Kamerun das Projekt Overseas Stories à l’Espace. 2009 konnte sie als Residential Artist an der Cité internationale des arts.
2011 arbeitete sie kurz mit Jean-Marc Patras zusammen, der ihre Arbeiten in einer Einzelausstellung präsentierte: Michèle Magema the triptych. 2014 präsentierte die Galerie Saro Léon in Las Palmas ihre Arbeiten und begleitet sie seitdem weiter. 2015 wurde sie zur 4. Biennale von Lubumbashi in der Demokratischen Republik Kongo eingeladen. Dies war die erste Rückkehr der Künstlerin seit ihrer Emigration im Jahr 1984. Sie produzierte auch ein bedeutendes Werk, das vom Königlichen Museum für Zentral-Afrika RMCA, Belgien erworben wurde.
Weitere Ausstellungen hatte sie im Kunsthaus Dresden, der Kunsthalle Tübingen, dem Joanneum Kunsthaus Graz, dem Noyes Museum in den Vereinigten Staaten. Sie hat mit Kuratoren wie Simon Njami, Bonaventure Soh Bejeng Ndikung, Maura Reilly, Christine Y. Kim, Cécile Bourne Farell, Juli Crenn, Annabelle Ténèze und anderen gearbeitet.

## Auszeichnungen
- 2004: erster Preis (Prix du président de la république) – 6. Biennale de Dakar (Senegal)[12]
- 2014: Prix IFAA. Yango Biennale/Kinshasa – RDC.
- 2020–2021: Etant Donnés Contemporary Art Grantees. – Solo Show mit der Kuratorin Mary Magsamen.

## Sammlungen
- Museum Rietberg, Schweiz.
- Königliches Museum für Zentral-Afrika (MRAC), Belgien.
- Fondation Sindika Dokolo, Angola.
- Fondation Attijariwafa Banque, Marokko.
- Artothèque de Villeurbanne, Frankreich.